# Idioma tujia
El tujia o tuchia (en chino estándar: 土家语, pinyin: Tǔjiāyǔ) es una lengua tibetano-birmana de difícil clasificación hablada por los tujia del centro de China. Hacia 2005, se estimaba que el número de hablantes era de unos 70 000, aunque el grupo étnico tujia alcanza los 8 millones (es decir, menos del 1 % de los tujia étnicos hablan la lengua propia del grupo).

## Aspectos históricos, sociales y culturales

### Dialectos
Existen dos variedades diferentes, el tujia septentrional y el tujia meridional. Ambos dialectos son lenguas tonales con cuatro tonos de contorno: ˥ ˥˧ ˧˥ ˨˩. La variedad septentrional admite 21 sonidos iniciales diferentes mientras que la variedad meridional admite 26 (hay 5 consonantes aspiradas adicionales). Respecto a los sonidos finales la variedad spetentrional admite 25 y la meridional 30, aunque 12 de los cuales aparecen sólo en préstamos procedentes del chino.

### Preservación de la lengua
Aunque en la actualidad muy pocos tuchia hablan el idioma étnico, existen muchos grupos entusiastas de la preservación trabajan activamente con el objetivo de mantenerla. En los últimos años se han editado varios libros de aprendizaje de la lengua, y se está elaborando un diccionario. El estudioso de la lengua tuchia Chu Yongming (储永明) ha desarrollado un trabajo en la escuela Baifusi para minorías étnicas (百福司民族小学) en la localidad de Baifusi, situada en el condado Fang (provincia de Hubei), para promover el uso de la lengua entre ellos.

## Clasificación
El tuchia es claramente una lengua de la subfamilia tibetano-birmana, pero su posición exacta dentro de esa familia es muy difícil de determinar ya que por la influencia de las lenguas siníticas la lengua ha cambiado notablemente y no resulta fácil identificar sus parientes más próximos dentro de esa subfamilia. Algunos han propuesto que podría estar más estrechamente relacionado con la rama lolo-búrmica y otros han propuesto que es más cercano al grupo qiang, pero no existen indicios fuertes en favor de ninguna de estas posibilidades.

## Comparación léxica
Los numerales en diferentes variedades de tuchía son:
| GLOSA | Tuchía septentrional | Tuchía meridional   | PROTO- TUJIA |
| ----- | -------------------- | ------------------- | ------------ |
| '1'   | la˧˥                 | lã˨˩ ʑi˨˩           | *lã˥ (<*næ˥) |
| '2'   | ȵie˥                 | lie˥                | *ȵie˥        |
| '3'   | so˥                  | sa˥                 | *sɑ˥         |
| '4'   | zie˥                 | zɨe˧                | *zie˧        |
| '5'   | oŋ˥                  | ŋɨ˧                 | *ŋi          |
| '6'   | wo˨˩                 | ɣʉ˧˥                | *ɣʉ˧˥        |
| '7'   | ȵie˨˩                | kai˩˧tɕie tɕi˥sa˧   | *ȵie˨˩       |
| '8'   | jie˨˩                | a˩˧la˥so˧/˨˩        | *jie˨˩       |
| '9'   | kɯe˥                 | kai˩˧tɕie tɕi˥tɕʰi˧ | *kɯe˥        |
| '10'  | xɯ˧˥                 | ħɨ˨˩                | *xɨ          |
Otra comparación de numerales en otras variedades tujia son:
| GLOSA | Tasha | Laxidong   | Xianren              | Xiaolongre | Cebu       | PROTO- TUJIA |
| ----- | ----- | ---------- | -------------------- | ---------- | ---------- | ------------ |
| '1'   | la²⁴  | la³⁵ bu⁵³  | na⁵⁴ pu³³-⁵⁵         | la³⁵       | la²¹       | *næ⁴         |
| '2'   | bu⁴   | ȵie⁵³ pu⁵³ | ȵe⁵⁴ pu³³            | ȵe⁵⁵       | lie⁵⁵      | *ȵie⁴        |
| '3'   | suɔ⁵⁵ | so⁵³ pu⁵³  | so⁵⁴ na⁵⁴ xu³³       | so⁵⁵       | sa³³       | *sɑC¹ᴹ       |
| '4'   | zɤ⁵⁵  | ze⁵³ pu⁵³  | zə⁵⁴ pu³³            | ze⁵⁵       | zɨe³⁵ bu²¹ | *ɹe¹ᴹ        |
| '5'   | ɔ̃⁵⁵   | oŋ³⁵ pu⁵³  | õ⁵⁴ na⁵⁴ xu³³        | uŋ⁵⁵       | ŋi³³       | *ŋi¹ᴹ        |
| '6'   | lu²⁴  | o²¹ pu⁵³   | wo³³ na⁵⁴-³³ xu³³-³⁵ | wo²¹       | ɣɯ³⁵       | *ɣɯ²         |
| '7'   |       |            |                      |            |            | *            |
| '8    |       |            |                      |            |            | *            |
| '9'   |       |            |                      |            |            | *            |
| '10   | xɨ²⁴  | xei³⁵      | xə³⁵                 |            | ʕi²¹       | *xi⁴         |